# She Good Fighter
She Good Fighter is een Vlaamse thriller en dramafilm van de regisseur Marc Punt. Tom Van Landuyt, Sofie Winters en Dagmar Liekens spelen de hoofdrollen. De film ging in 1995 in première.

## Verhaal
Dennis Davids is een jong en talentvol advocaat in Antwerpen. Hij neemt elke zaak zo serieus dat zijn leven er soms van afhangt. Zijn volgende zaak is die van Sandra Van Rompaey, een vrouwelijke bokser die meermaals in de problemen komt.

## Rolverdeling
| Acteur              | Personage                         |
| ------------------- | --------------------------------- |
| Dagmar Liekens      | Sandra Van Rompaey                |
| Sofie Winters       | Sabine Bracke                     |
| Tom Van Landuyt     | Dennis Davids                     |
| Stany Crets         | Carlo Coninx                      |
| Gaston Berghmans    | Rick                              |
| Carl Ridders        | Didier Bracke                     |
| Frank Aendenboom    | Louis Bracke                      |
| Tine Van den Brande | Kristin Pauwels                   |
| Herbert Flack       | inspecteur Vets                   |
| Axel Daeseleire     | rijkswachter Claes                |
| Stefan Perceval     | rijkswachter Verlinden            |
| David Steegen       | rijkswachter Lacasse              |
| Marc Janssen        | majoor Raes                       |
| Luk D'Heu           | Johny Boeykens                    |
| Marc Peeters        | rijkswachter De Prins             |
| Jaak Van Assche     | receptionist hotel                |
| Jappe Claes         | directeur Beeckman                |
| Chris Lomme         | voorzitter Deferm                 |
| Marilou Mermans     | Dora                              |
| Aza Declercq        | receptioniste verzekeringskantoor |
| Bob Van Der Veken   | voorzitter rechtbank              |
| Burt Kwouk          | Liang                             |
| Alain Van Goethem   | Gigi                              |
| Daniëlla Somers     | Lisa                              |
| Nathalie-Jane Krits | junkie                            |